# Karlheinz Steinmüller
Karlheinz Steinmüller, né le 4 novembre 1950 à Klingenthal, est un physicien et un écrivain de science-fiction allemand.

## Biographie
Après un baccalauréat spécialisé en mathématiques et en sciences, Karlheinz Steinmüller étudia la physique et la philosophie. En 1977, il obtient un doctorat avec une thèse intitulée « Die Maschinentheorie des Lebens. Philosophische Probleme des biologischen Mechanizismus » (La théorie machinelle de la vie. Problèmes philosophiques du mécanicisme biologique). Il travaille ensuite à l'Institut central de cybernétique et des processus de l'information de l'Académie des sciences de RDA. En 1982, il devient écrivain indépendant et est responsable du groupe de travail « Littérature et environnement » à la direction de l'association des écrivains de RDA. À partir de 1991, il travaille au SFZ (Secrétariat pour la recherche sur le futur) à Gelsenkirchen. Depuis 1997, il est sociétaire du Z punkt (The Foresight Company, Essen, Karlsruhe et Berlin).
Avec son épouse Angela Steinmüller, il est un des auteurs de science-fiction ayant le plus profondément travaillé sur les mécanismes sociétaux et les structures sociales.

## Prix
- 1995: Prix Kurd-Laßwitz de la meilleure nouvelle pour Leichter als Vakuum (avec Angela Steinmüller et Erik Simon)
- 2004: Prix Kurd-Laßwitz de la meilleure nouvelle pour Vor der Zeitreise (avec Angela Steinmüller)

## Publications
- Angela Steinmüller, Karlheinz Steinmüller et Angela Steinmüller, Warmzeit: Geschichten aus dem 21. Jahrhundert, Memoranda, coll. « Werke in Einzelausgaben / Angela und Karlheinz Steinmüller ; herausgegeben von Erik Simon », 2022 (ISBN 978-3-948616-62-5)
- Angela Steinmüller, Karlheinz Steinmüller, Schulz et Labowski, Andymon: e. Weltraum-Utopie, Union Verl, 1983 (ISBN 978-3-8139-5611-5)
- Angela Steinmüller et Karlheinz Steinmüller, Andymon: eine Weltraum-Utopie, Argument Verl, coll. « [Ariadne] Social fantasies », 2004 (ISBN 978-3-88619-342-4)
- Angela Steinmüller et Karlheinz Steinmüller, Pulaster: Roman eines Planeten, Verl. Neues Leben, coll. « Basar », 1987 (ISBN 978-3-355-00160-1)
- Angela Steinmüller et Karlheinz Steinmüller, Pulaster: Roman eines Planeten, Suhrkamp, coll. « Suhrkamp-Taschenbuch Phantastische Bibliothek », 1988 (ISBN 978-3-518-37990-5)
- Angela Steinmüller et Karlheinz Steinmüller, Der Traummeister: phantastischer Roman, Verl. Das Neue Berlin, 1990 (ISBN 978-3-360-00174-0)
- Angela Steinmüller, Karlheinz Steinmüller et Ronald Hoppe, Werke in Einzelausgaben. Bd. 3: Spera: Ein phantastischer Roman in Erzählungen / Angela Steinmüller; Karlheinz Steinmüller; Ronald Hoppe; Hrsg. Erik Simon; Hrsg. Hans P. Neumann, vol. 3, Shayol, 2004 (ISBN 978-3-926126-41-2)
- Erik Simon, Angela Steinmüller, Karlheinz Steinmüller et Angela Steinmüller, Die Wurmloch-Odyssee: eine Weltraum-Operette, Memoranda, coll. « Werke in Einzelausgaben / Angela und Karlheinz Steinmüller ; herausgegeben von Erik Simon », 2017 (ISBN 978-3-946503-16-3)
- Karlheinz Steinmüller, Die letzten Tage auf der Venus: SF-Erzählungen, Verl. Neues Leben, coll. « NL-Taschenbuch », 1991 (ISBN 978-3-355-01231-7)
- Angela Steinmüller et Karlheinz Steinmüller, Der Traum vom Großen Roten Fleck und andere Science-ficton-Geschichten, Suhrkamp, coll. « Suhrkamp-Taschenbuch Phantastische Bibliothek », 1985 (ISBN 978-3-518-37631-7)
- Angela Steinmüller, Karlheinz Steinmüller et Angela Steinmüller, Warmzeit: Geschichten aus dem 21. Jahrhundert, Memoranda, coll. « Werke in Einzelausgaben / Angela und Karlheinz Steinmüller ; herausgegeben von Erik Simon », 2022 (ISBN 978-3-948616-62-5)
- Angela Steinmüller, Karlheinz Steinmüller et Angela Steinmüller, Computerdämmerung: phantastische Erzählungen, Memoranda Verlag, coll. « Werke in Einzelausgaben / Angela und Karlheinz Steinmüller », 2023 (ISBN 978-3-948616-80-9)
- Erik Simon, Angela Steinmüller, Karlheinz Steinmüller et Angela Steinmüller, Leichter als Vakuum: phantastische Geschichten, Memoranda, coll. « Werke in Einzelausgaben / Angela und Karlheinz Steinmüller ; herausgegeben von Erik Simon », 2017 (ISBN 978-3-946503-17-0)
- Angela Steinmüller, Karlheinz Steinmüller et Angela Steinmüller, Sphärenklänge: Geschichten von der Relativistischen Flotte, Memoranda, coll. « Werke in Einzelausgaben / Angela und Karlheinz Steinmüller ; herausgegeben von Erik Simon », 2019 (ISBN 978-3-946503-93-4)
- Angela Steinmüller, Karlheinz Steinmüller et Angela Steinmüller, Marslandschaften: phantastische Erzählungen und ein Hörspiel, Memoranda, coll. « Werke in Einzelausgaben / Angela und Karlheinz Steinmüller ; herausgegeben von Erik Simon », 2020 (ISBN 978-3-948616-42-7)
- Erik Simon, Angela Steinmüller, Karlheinz Steinmüller et Angela Steinmüller, Eskapaden: Skizzen, Etüden, Hommagen und kleine Prosa, Memoranda, coll. « Werke in Einzelausgaben », 2024 (ISBN 978-3-948616-94-6)
- Angela Steinmüller, Karlheinz Steinmüller et Josef H. Reichholf, Darwins Welt: aus dem Leben eines unfreiwilligen Revolutionärs ; eine Biografie, oekom-Verl, 2008 (ISBN 978-3-86581-124-0)
- Angela Steinmüller, Karlheinz Steinmüller et Hans-Peter Neumann, Vorgriff auf das Lichte Morgen: Studien zur DDR-Science-Fiction, Erster Deutscher Fantasy Club, 1995 (ISBN 978-3-924443-85-6)
- Karlheinz Steinmüller, Grundlagen und Methoden der Zukunftsforschung: Szenarien, Delphi, Technikvorausschau, Sekretariat für Zukunftsforschung, coll. « WerkstattBericht / Sekretariat für Zukunftsforschung », 1997 (ISBN 978-3-928635-21-9)
- Angela Steinmüller et Karlheinz Steinmüller, Visionen 1900, 2000, 2100: eine Chronik der Zukunft, Rogner & Bernhard bei Zweitausendeins, 1999 (ISBN 978-3-8077-0198-1)
- Angela Steinmüller et Karlheinz Steinmüller, Ungezähmte Zukunft: Wild Cards und die Grenzen der Berechenbarkeit, Gerling Akademie Verlag, 2003 (ISBN 978-3-932425-53-0)
- Angela Steinmüller et Karlheinz Steinmüller, Wild Cards: wenn das Unwahrscheinliche eintritt, Murmann, 2004 (ISBN 978-3-938017-12-8)
- Karlheinz Z-Punkt GmbH et Angela Steinmüller, Die Zukunft der Technologien: Ausgangspunkt - 2010 - 2020 - 2050 - Plus Ultra, Murmann Verlag, 2006 (ISBN 978-3-938017-46-3)
- Robert Gaßner et Karlheinz Steinmüller, Welche Zukunft wollen wir haben? Visionen, wie Forschung und Technik unser Leben verändern sollen ; zwölf Szenarios und ein Methodenexkurs, IZT, coll. « WerkstattBericht / IZT, Institut für Zukunftsstudien und Technologiebewertung », 2009 (ISBN 978-3-941374-04-1)
- Klaus Burmeister, Deutschland neu denken: acht Szenarien für unsere Zukunft, Oekom Verlag, 2018 (ISBN 978-3-96238-018-2)
- Wirklichkeitsmaschinen: Cyberspace und die Folgen, Beltz, coll. « ZukunftsStudien », 1993 (ISBN 978-3-407-85311-0)
- Vortragsreihe Science fiction - Werkzeug oder Sensor einer technisierten Welt?, coll. « Fantasia », 1995 (ISBN 978-3-924443-78-8)
- Zukunftsforschung in Europa: Ergebnisse und Perspektiven, Nomos, coll. « ZukunftsStudien », 2000 (ISBN 978-3-7890-6766-2)
- Angela Steinmüller, Karlheinz Steinmüller et Angela Steinmüller, Warmzeit: Geschichten aus dem 21. Jahrhundert, Memoranda, coll. « Werke in Einzelausgaben / Angela und Karlheinz Steinmüller ; herausgegeben von Erik Simon », 2022 (ISBN 978-3-948616-62-5)
- Angela Steinmüller, Karlheinz Steinmüller et Angela Steinmüller, Andymon: eine Weltraum-Utopie, Memoranda, coll. « Werke in Einzelausgaben / Angela und Karlheinz Steinmüller ; herausgegeben von Erik Simon », 2023 (ISBN 978-3-948616-04-5)
- Angela Steinmüller, Karlheinz Steinmüller et Angela Steinmüller, Der Traummeister: ein Spera-Roman, Memoranda, coll. « Werke in Einzelausgaben / Angela und Karlheinz Steinmüller ; herausgegeben von Erik Simon », 2020 (ISBN 978-3-948616-36-6)
- Angela Steinmüller, Karlheinz Steinmüller et Angela Steinmüller, Pulaster: Roman eines Planeten, Memoranda, coll. « Werke in Einzelausgaben / Angela und Karlheinz Steinmüller ; herausgegeben von Erik Simon », 2021 (ISBN 978-3-948616-48-9)
- Angela Steinmüller, Karlheinz Steinmüller et Angela Steinmüller, Computerdämmerung: phantastische Erzählungen, Memoranda Verlag, coll. « Werke in Einzelausgaben / Angela und Karlheinz Steinmüller », 2023 (ISBN 978-3-948616-80-9)
- Angela Steinmüller, Karlheinz Steinmüller et Angela Steinmüller, Marslandschaften: phantastische Erzählungen und ein Hörspiel, Memoranda, coll. « Werke in Einzelausgaben / Angela und Karlheinz Steinmüller ; herausgegeben von Erik Simon », 2020 (ISBN 978-3-948616-42-7)
- Angela Steinmüller, Karlheinz Steinmüller et Angela Steinmüller, Streifzüge: Essays zu zweihundert Jahren Science Fiction, Memoranda, coll. « Werke in Einzelausgaben / Angela und Karlheinz Steinmüller ; herausgegeben von Erik Simon Essays », 2021 (ISBN 978-3-948616-58-8)
- Angela Steinmüller, Karlheinz Steinmüller et Angela Steinmüller, Erkundungen: Essays zu Welten der Science Fiction, Memoranda Verlag, coll. « Werke in Einzelausgaben / Angela und Karlheinz Steinmüller ; herausgegeben von Erik Simon Essays », 2022 (ISBN 978-3-948616-70-0)
- Erik Simon, Angela Steinmüller, Karlheinz Steinmüller et Angela Steinmüller, Eskapaden: Skizzen, Etüden, Hommagen und kleine Prosa, Memoranda, coll. « Werke in Einzelausgaben », 2024 (ISBN 978-3-948616-94-6)